# Amiraldismo

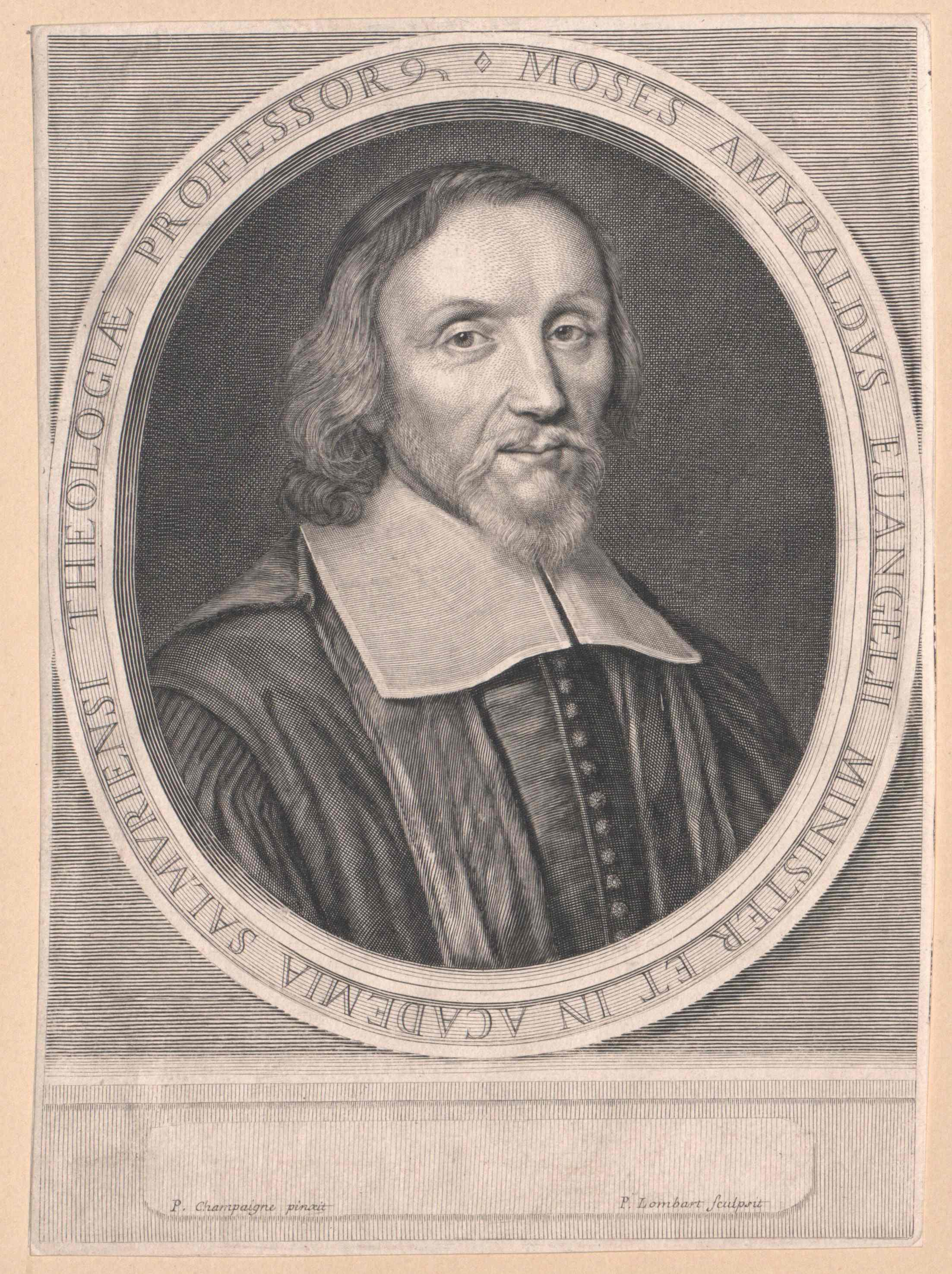
Moïse Amyraut, primo teorizzatore dell'Amiraldismo

L'Amiraldismo (talvolta chiamato Amiraldianismo, o "Scuola di Saumur"), conosciuto pure come "universalismo ipotetico" o "Calvinismo dei quattro punti" è una forma modificata di Calvinismo. Essa respinge uno dei cinque punti del Calvinismo, la dottrina della redenzione limitata, in favore di una redenzione illimitata simile a quella sostenuta da Ugo Grozio. Per semplificare, l'Amiraldismo sostiene che Dio abbia reso disponibili i benefici della redenzione di Cristo a tutti indistintamente. Dato però che nessuno da sé stesso crederebbe se Dio non intervenisse in prima persona per suscitare la fede, Egli elegge coloro che intende portare alla fede in Cristo. L'Amiraldismo intende così preservare la dottrina calvinista dell'elezione incondizionata.
Prendendo nome da chi originalmente l'aveva formulata, cioè Moïse Amyraut, questa dottrina è ancora considerata una varietà di Calvinismo in quanto conserva la particolarità della grazia sovrana di Dio nell'applicazione della redenzione. I suoi detrattori, però, come Benjamin Warfield, lo ha definito: "una forma incoerente e quindi instabile di Calvinismo".
Sebbene l'Amiraldismo sia talvolta chiamato "Calvinismo dei quattro punti" perché respinge la dottrina della redenzione limitata, quest'ultima designazione è spesso usata da coloro che sono ancor meno calvinisti di Amyraut, definiti spesso come "cripto-arminiani". Per esempio, molti cosiddetti "calvinisti dei quattro punti" (particolarmente della varietà dispensazionalista), non solo respingono le dottrina della redenzione limitata, ma negano pure che la rigenerazione debba logicamente precedere la fede (cosa che i calvinisti sostengono e Amyraut negava).
L'amiraldismo ha trovato una risposta da parte del Calvinismo classico fin dal Consenso elvetico del 1675.

## Contesto storico
Moïse Amyraut, originalmente avvocato, ma convertito allo studio della teologia dopo aver letto l'Istituzione della religione cristiana di Giovanni Calvino, sviluppa la dottrina dell'universalismo ipotetico o condizionale, le cui basi erano state poste dal suo maestro, lo scozzese John Cameron (1580-1625), e per due anni preside della scuola teologica di Saumur. Suo obiettivo non era accantonare ma moderare il Calvinismo inserendo questa dottrina nel particolarismo dell'elezione e quindi per rafforzarla contro le obiezioni del Cattolicesimo dal quale erano circondati e minacciati i protestanti francesi o Ugonotti. Impiegato dal Sinodo della chiesa riformata di Francia in importanti negoziati diplomatici con il governo, egli ha frequenti contatti con i vescovi e con il cardinale Richelieu che di lui ha grande stima. Il sistema di Amyraut non può essere definito Arminianesimo, che di fatto respinge con decisione, ma Luteranesimo, che similmente insegna la redenzione universale e l'elezione limitata.
Amyraut conserva i presupposti calvinisti dell'elezione eterna e della pre-conoscenza di Dio - per la quale Egli fa sì che ogni cosa inevitabilmente avvenga secondi i Suoi disegni, il bene con efficacia e il male con il Suo permesso. Egli pure accetta il doppio decreto dell'elezione e della riprovazione (la doppia predestinazione) anche se questa è leggermente modificata dalla sua concezione sulla doppia elezione.
Oltre a questo, egli insegnava che Dio ha preordinato una salvezza universale attraverso il sacrificio universale di Cristo offerto a tutti allo stesso modo (également pour tous), sulla base della fede. In questo modo, dalla parte della volontà e desiderio di Dio (voluntas, velleitas, affectus) la grazia è universale, ma al riguardo della sua condizione, essa è particolare, o solo per coloro che non la respingono rendendola quindi inefficace. Lo schema della redenzione universale precede lo schema dell'elezione particolare, e non viceversa.
Egli imposta il suo ragionamento partendo dalla benevolenza di Dio verso le Sue creature. Il Calvinismo, secondo Amyraut, prende impropriamente le mosse dai risultati e fa sì che i fatti attuali interpretino i decreti eterni di Dio. Amyraut distingue fra la grazia oggettiva (offerta a tutti) e la grazia soggettiva nel cuore, donata solo agli eletti. Egli pure opera una distinzione fra capacità naturale e capacità morale, o capacità di credere e disponibilità a credere. L'uomo possederebbe la prima, ma non la seconda, come conseguenza della sua inerente depravazione. Essa, quindi, contempla un atto di Dio per illuminare la mente, azionando in questo modo la volontà. Amyraut è disposto, come Zwingli, ad estendere la grazia di Dio oltre i limiti della Chiesa visibile, dato che Dio, per la sua provvidenza generale opera sui pagani, come nel caso di Malachia 1:11,14 e può produrre in essi una sorta di cristianesimo inconsapevole, una fede senza conoscenza; mentre nella Chiesa Egli opera in modo più pieno e chiaro attraverso i mezzi della grazia. Coloro che non hanno mai udito di Cristo sono condannati se respingono la grazia generale della provvidenza, ma le stesse persone pure rigetterebbero Cristo se fosse loro offerto. Per quanto riguarda i risultati, Amyraut concorda con i particolaristi: la salvezza è disponibile solo per coloro nei quali Dio opera la condizione della fede, cioè coloro che sono inclusi nel decreto particolare dell'elezione.
La pubblicazione della dottrina di Amyraut suscita ben presto ammirazione fra le chiese riformate di Francia, Paesi Bassi e Svizzera. Jean Daillé (1594-1670), David Blondel (1591-1655) ed altri, la considerano innocente e coerente con i decreti del Sinodo di Dordrecht, laddove i delegati delle chiese riformate tedesche e quelli anglicani professano concezioni simili contro il Supralapsarianismo di Franciscus Gomarus. Pierre Du Moulin (Molineaus), dal 1621 professore della scuola teologica rivale di Sedan, Friedrich Spanheim (1600-1649, professore a Leida), André Rivet (1571-1651, professore a Leida) e i teologi di Ginevra si oppongono ad essa e la considerano una deviazione dalla fede ortodossa ed un compromesso fra il Calvinismo e l'Arminianesimo. Simili accuse sono pure rivolte al grande teologo e pastore puritano Richard Baxter, che intrattiene frequenti rapporti con Cyrus e Pierre Du Moulin. A Ginevra, l'oppositore principale dello schema di Amyraut è Francesco Turrettini (1623-1687).
I sostenitori di Amyraut, in appoggio alle sue tesi, adducono l'amore, la benevolenza e la giustizia imparziale di Dio, come pure i numerosi brani della Scrittura che insegnano come Dio ami "il mondo intero" e come Egli desideri che "tutti gli uomini siano salvati", che Cristo non sia morto solo per i nostri peccati, ma "per quelli del mondo intero". D'altro canto gli si obietta che Dio non voglia ed intenda veramente ciò che non sarà mai realizzato, che Egli non si proponga un fine senza provvederne i mezzi adeguati; che Dio non offra di fatto la salvezza a tutti, e che un universalismo ipotetico basato su una condizione non verosimile sia un'astrazione infruttuosa.
I sinodi nazionali della Chiesa riformata di Francia di Alençon (1637), Charenton (1645) e Loudun (1659), quest'ultimo sinodo permesso dal governo francese, sanciscono la scomunica di Amyraut, delimitando le sue concezioni per evitare ulteriori deviazioni dall'ortodossia riformata storica. Egli assicura il Sinodo che, pur non cambiando la dottrina, egli muta il metodo di insegnamento. I suoi oppositori dichiarano come permissibile l'idea di una grazia universale per la quale nessuno di fatto sia salvato se non colui che è di fatto incluso nel decreto particolare della redenzione. In questo modo viene sanzionato come accettabile l'universalismo ipotetico accanto al particolarismo che aveva caratterizzato l'ortodossia riformata storica. Si evita così uno scisma nella Chiesa francese. La controversia letteraria, però, continua per diversi anni ancora giungendo a termine solo con l'acuirsi della persecuzione politica contro la Chiesa riformata in Francia

## L'Amiraldismo nell'Inghilterra e nella Scozia del XVII secolo
John Davenant (1576-1641), anche lui come Amyraut studente di John Cameron, era un delegato inglese al Sinodo di Dordrecht ed influenza alcuni dei membri dell'Assemblea di Westminster. Egli promuove un "universalismo ipotetico, una redenzione generale nel senso dell'intenzione come della sufficienza, una comune benedizione della Croce, ed una condizione di salvezza. Il principio di base della "Scuola di Davenant" era l'idea di un desiderio universale in Dio per la salvezza di ogni uomo. Nel dibattito sulla redenzione all'Assemblea di Westminster, Edmund Calamy l'anziano, della Scuola di Davenant, cercano di inserire l'Amyraldismo nel Catechismo.
Richard Baxter sosteneva una forma di Amyraldismo, anche se era meno calvinista di Amyraut. Egli elabora un'eclettica via di mezzo fra le dottrine della grazia riformata, arminiana e cattolica, interpretando il Regno di Dio nei termini delle idee politiche a lui contemporanee. Spiega la morte di Cristo come un atto di redenzione universale (penale e vicaria, ma non sostitutiva) in virtù della quale Dio ha introdotto una nuova legge, offrendo il perdono e l'amnistia a colui o colei che si ravvede. Il ravvedimento e la fede, essendo ubbidienza a questa legge, sono la giustizia salvifica personale del credente. Il frutto di ciò che Baxter semina diventa il moderatismo neonomista in Scozia e l'unitarismo moralista in Inghilterra.

## L'Amiraldismo oggi
Popolarizzato in Inghilterra dal pastore riformato Richard Baxter, l'Amiraldismo riscuote un forte interesse fra i Congregazionalisti ed alcuni Presbiteriani nelle colonie americane del XVII e XVIII secolo. Negli USA l'Amiraldismo può essere riscontrato in vari gruppi evangelicali, soprattutto fra i dispensazionalisti e diverse denominazioni indipendenti. Il Calvinismo "dei cinque punti" rimane prevalente soprattutto in gruppi conservatori delle chiese presbiteriane e riformate ed alcune chiese non-denominazionali.